# Geghamawan
Geghamawan – wieś w Armenii, w prowincji Gegharkunik. W 2011 roku liczyła 1721 mieszkańców.